# Lijst van Eerste Kamerleden 1883-1884
Lijst van Eerste Kamerleden 1883-1884 geeft een overzicht van de leden van de Nederlandse Eerste Kamer in de periode tussen de verkiezingen van 1883 en de verkiezingen van 1884. De zittingsperiode van de Eerste Kamer ging in op 17 september 1883 en eindigde op 11 oktober 1884 door de tussentijdse ontbinding van de Eerste Kamer.
De Eerste Kamer telde 39 leden, gekozen door de leden van Provinciale Staten in de elf provincies. Eerste Kamerleden werden gekozen voor een termijn van negen jaar; om de drie jaar werd een derde deel van de Eerste Kamer vernieuwd.
| Naam                                | groepering                | provincie     | begindatum        | einddatum         | refs   |
| ----------------------------------- | ------------------------- | ------------- | ----------------- | ----------------- | ------ |
| Dirk van Akerlaken                  | gematigde liberalen       | Noord-Holland | 21-09-1880 [ d ]  | 11 oktober 1884   | [ 2 ]  |
| Willem de Beaufort                  | gematigde liberalen       | Zuid-Holland  | 17 april 1884     | 11 oktober 1884   | [ 3 ]  |
| Louis Beerenbroek                   | gematigde liberalen       | Limburg       | 18 september 1883 | 4 mei 1884        | [ 4 ]  |
| Albert Blijdenstein                 | liberalen                 | Overijssel    | 21-09-1880 [ d ]  | 11 oktober 1884   | [ 5 ]  |
| Adolph Blussé                       | liberalen                 | Zuid-Holland  | 18-09-1877 [ h ]  | 11 oktober 1884   | [ 6 ]  |
| Willem Borsius                      | liberalen                 | Zeeland       | 21-09-1880 [ d ]  | 1 oktober 1883    | [ 7 ]  |
| Doede Breuning                      | liberalen                 | Friesland     | 18 september 1883 | 11 oktober 1884   | [ 8 ]  |
| Jacobus de Bruijn                   | katholieken               | Noord-Brabant | 18 september 1883 | 11 oktober 1884   | [ 9 ]  |
| Hendrik Carsten                     | gematigde liberalen       | Drenthe       | 18 september 1883 | 11 oktober 1884   | [ 10 ] |
| Hendrikus Coenen                    | liberalen                 | Gelderland    | 18-09-1877 [ h ]  | 11 oktober 1884   | [ 11 ] |
| Frans van Eysinga                   | liberalen                 | Friesland     | 18-09-1877 [ h ]  | 11 oktober 1884   | [ 12 ] |
| Isaäc Fransen van de Putte          | liberalen                 | Zuid-Holland  | 21-09-1880 [ d ]  | 11 oktober 1884   | [ 13 ] |
| Johannes Hengst                     | katholieken               | Noord-Brabant | 18 september 1883 | 11 oktober 1884   | [ 14 ] |
| Joan Huydecoper van Maarsseveen     | gematigde liberalen       | Utrecht       | 18-09-1877 [ h ]  | 11 oktober 1884   | [ 15 ] |
| Maurits Insinger                    | liberalen                 | Noord-Holland | 18 september 1883 | 11 oktober 1884   | [ 16 ] |
| Louis van Limburg Stirum            | liberalen                 | Gelderland    | 18-09-1877 [ h ]  | 30 augustus 1884  | [ 17 ] |
| Theo van Lynden van Sandenburg      | conservatief-protestanten | Utrecht       | 18 september 1883 | 11 oktober 1884   | [ 18 ] |
| Léon Magnée                         | katholieken               | Limburg       | 29 juli 1884      | 11 oktober 1884   | [ 19 ] |
| Frederik Merkes van Gendt           | liberalen                 | Zuid-Holland  | 18 september 1883 | 11 oktober 1884   | [ 20 ] |
| Jacob Moolenburgh                   | liberalen                 | Zeeland       | 29 november 1883  | 11 oktober 1884   | [ 21 ] |
| Hendrik Muller                      | liberalen                 | Zuid-Holland  | 18 september 1883 | 11 oktober 1884   | [ 22 ] |
| Albertus van Naamen van Eemnes      | liberalen                 | Overijssel    | 18 september 1883 | 11 oktober 1884   | [ 23 ] |
| Carel Nobel                         | liberalen                 | Gelderland    | 21-09-1880 [ d ]  | 11 oktober 1884   | [ 24 ] |
| Carolus Pické                       | liberalen                 | Zeeland       | 18-09-1877 [ h ]  | 11 oktober 1884   | [ 25 ] |
| Hubert Pijls                        | katholieken               | Limburg       | 21-09-1880 [ d ]  | 11 oktober 1884   | [ 26 ] |
| Menso Pijnappel                     | conservatief-liberalen    | Noord-Holland | 18-09-1877 [ h ]  | 11 oktober 1884   | [ 27 ] |
| Gerrit de Raadt                     | gematigde liberalen       | Zuid-Holland  | 21-09-1880 [ d ]  | 31 oktober 1883   | [ 28 ] |
| Hubert Regout                       | katholieken               | Limburg       | 18-09-1877 [ h ]  | 11 oktober 1884   | [ 29 ] |
| Berend van Roijen                   | liberalen                 | Groningen     | 21-09-1880 [ d ]  | 11 oktober 1884   | [ 30 ] |
| Willem Schimmelpenninck van der Oye | conservatieven            | Gelderland    | 21-09-1880 [ d ]  | 11 oktober 1884   | [ 31 ] |
| Cornelis Sickesz                    | liberalen                 | Gelderland    | 1 oktober 1884    | 11 oktober 1884   | [ 32 ] |
| Willem de Sitter                    | liberalen                 | Groningen     | 18-09-1877 [ h ]  | 11 oktober 1884   | [ 33 ] |
| Johannes Smits van Oyen             | katholieken               | Noord-Brabant | 29 november 1883  | 11 oktober 1884   | [ 34 ] |
| Petrus Smitz                        | katholieken               | Noord-Brabant | 18-09-1877 [ h ]  | 11 oktober 1884   | [ 35 ] |
| Charles Stork                       | liberalen                 | Overijssel    | 18-09-1877 [ h ]  | 11 oktober 1884   | [ 36 ] |
| Jan van Swinderen                   | liberalen                 | Friesland     | 21-09-1880 [ d ]  | 11 oktober 1884   | [ 37 ] |
| Adriaan Teding van Berkhout         | liberalen                 | Noord-Holland | 18-09-1877 [ h ]  | 11 oktober 1884   | [ 38 ] |
| Jacobus Thooft                      | liberalen                 | Gelderland    | 18 september 1883 | 11 oktober 1884   | [ 39 ] |
| Gijsbert van Tienhoven              | liberalen                 | Noord-Holland | 18 september 1883 | 11 oktober 1884   | [ 40 ] |
| Johannes Verheyen                   | katholieken               | Noord-Brabant | 21-09-1880 [ d ]  | 11 oktober 1884   | [ 41 ] |
| Theodorus Viruly                    | liberalen                 | Zuid-Holland  | 18-09-1877 [ h ]  | 11 oktober 1884   | [ 42 ] |
| Dirk Visser van Hazerswoude         | liberalen                 | Noord-Holland | 21-09-1880 [ d ]  | 11 oktober 1884   | [ 43 ] |
| Joost van Vollenhoven               | liberalen                 | Zuid-Holland  | 18 september 1883 | 11 oktober 1884   | [ 44 ] |
| Antonius Vos de Wael                | katholieken               | Noord-Brabant | 21-09-1880 [ d ]  | 17 september 1883 | [ 45 ] |